# Karel Dujardin
Karel Dujardin, també lletrejat Du Jardin, (1626-1678) fou un artista neerlandès especialitzat en aiguafort, amb una producció que abastava paisatges, escenes amb ramats, moments de la vida quotidiana, retrats i obres de temàtica religiosa.

## Biografia
Fill d'un pintor poc conegut (Guilliam Dujardin), Karel Dujardin va treballar sobretot a Amsterdam pintant teles petites d'humils escenes bucòliques, emmarcades dins un paisatge d'inspiració italiana o neerlandesa il·luminats càlidament. Aquestes obres evidencien la influència de Nicolaes Berchem, que possiblement fou el seu mestre, i la seua admiració per Paulus Potter (pels temes i les tècniques) i Adriaen van de Velde.
A més de sobresortir com a retratista, les seves monumentals obres religioses evidencien l'impacte del temps que va passar a Itàlia durant la dècada del 1640, període en què va assimilar les tècniques característiques del barroc italià.
La seua primera pintura datada és de l'any 1646. És probable que viatgés a París el 1650 i, pel que sembla, va conèixer la seua muller, Suzanne van Royen (d'origen flamenc), a Lió. Hom creu que vers el 1652 el matrimoni estava vivint a Amsterdam segons un testament que Dujardin va fer aquell any.
El 1653 va publicar una sèrie de gravats i va continuar pintant aiguaforts durant tota la dècada del 1650. Ferdinand Bol el va retratar el 1658, si bé aquesta pintura avui només és coneguda gràcies a un dibuix del segle xviii. Durant la dècada del 1660 va començar a pintar obres de tema religiós i històric amb grans figures. Al maig del 1672 es va demanar a Dujardin, juntament amb altres artistes de la ciutat d'Amsterdam, que taxés les pintures italianes de la col·lecció Reynst.
El 1675 anà novament a Itàlia (probablement fent escala a Tànger a l'octubre del mateix any) i morí a la República de Venècia al cap de quatre anys.
A Roma era conegut amb el sobrenom de Barba de Boc i, com molts dels artistes neerlandesos del segle XVII que viatjaren a Itàlia, Dujardin era catòlic.

## Col·leccions
Les obres de Karel Dujardin es poden trobar, entre d'altres, en els següents museus: l'Ermitage (Sant Petersburg), l'Indianapolis Museum of Art (Indianapolis, Indiana), el Getty Center (Brentwood (Califòrnia), Califòrnia), el museu del Louvre (París), la National Gallery de Londres, el Rijksmuseum d'Amsterdam, el museu d'Art de Cleveland (Cleveland, Ohio), el Museu Thyssen-Bornemisza de Madrid, la Col·lecció Wallace de Londres, el John and Mable Ringling Museum of Art (Sarasota, Florida), els Harvard Art Museums (Cambridge, Massachusetts), el Crocker Art Museum (Sacramento, Califòrnia), el Museu de Belles Arts de Budapest, etc.

## Galeria d'imatges

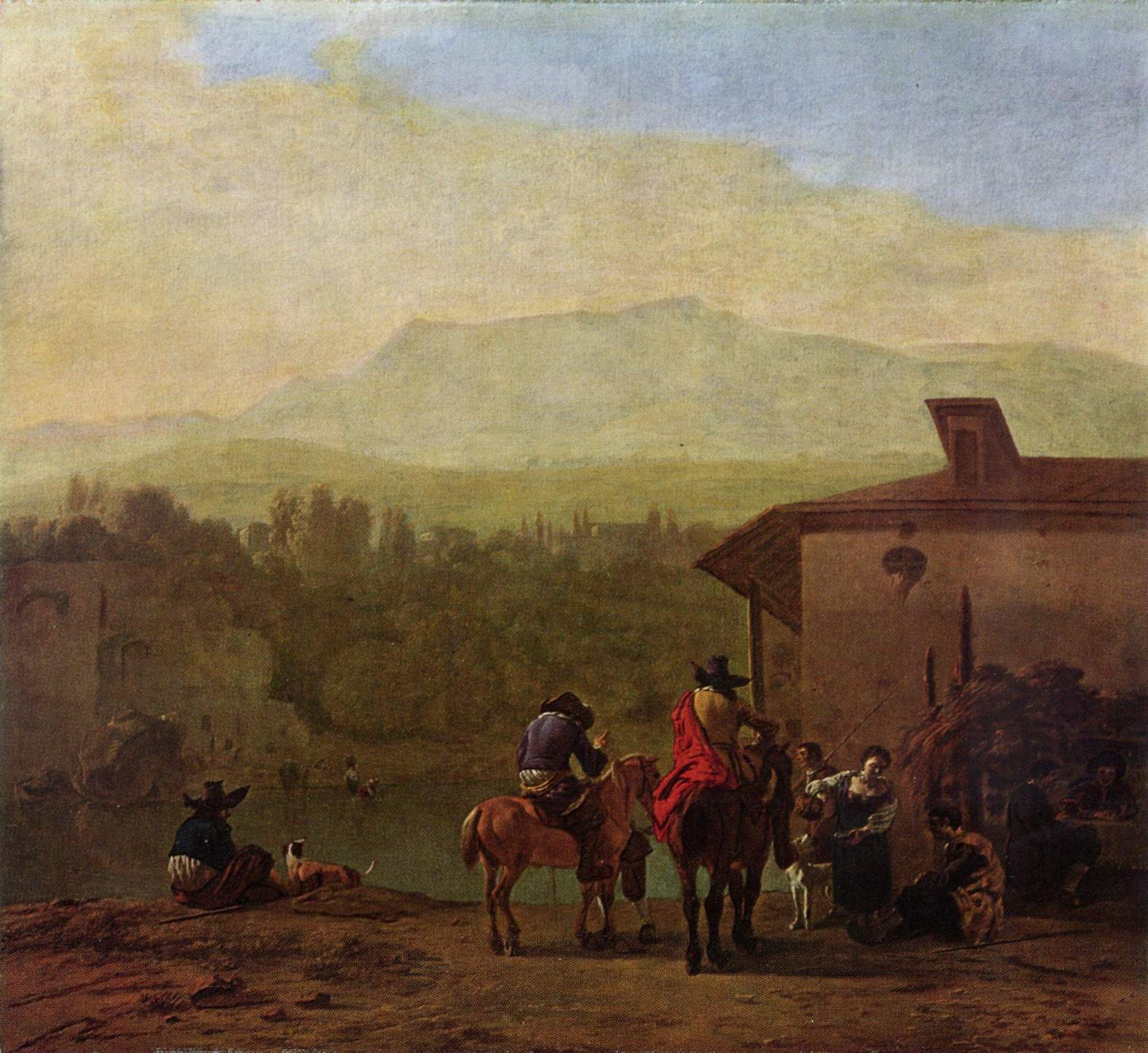
Parada a un hostal italià
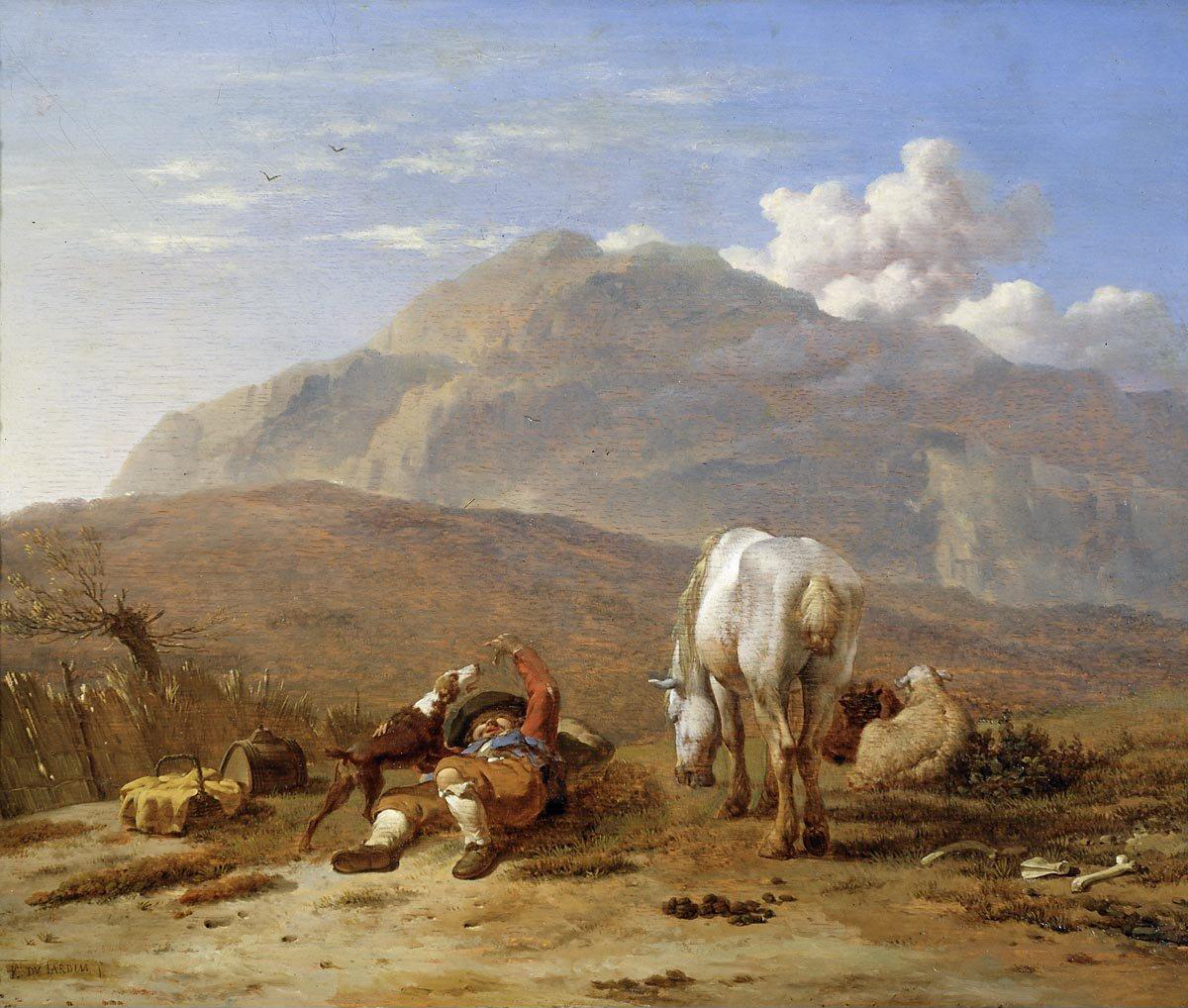
Paisatge italià amb un rabadà jugant amb el seu gos (cap al 1660-1665)
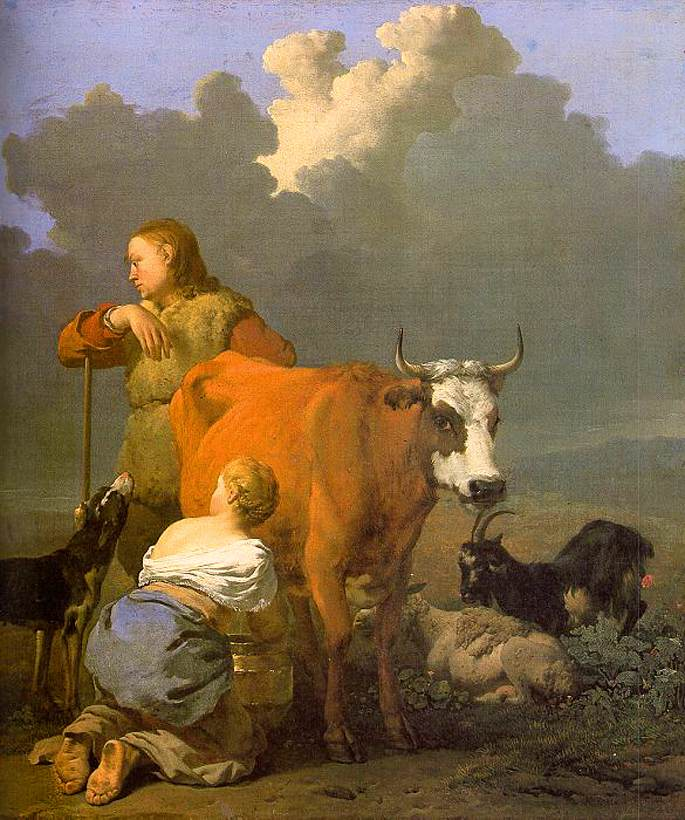
Dona munyint una vaca vermella (dècada del 1650)
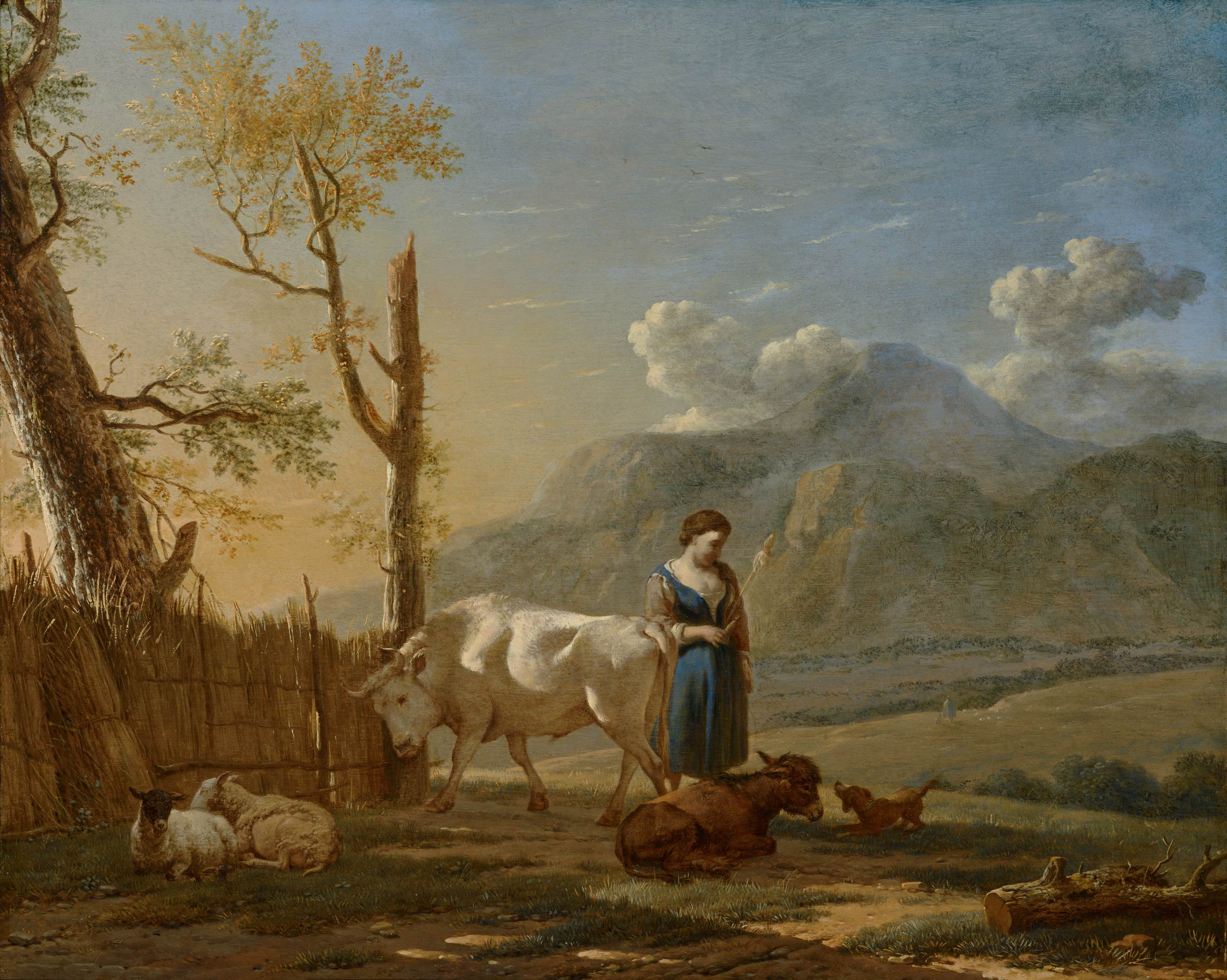
Paisatge amb una pastora (entre 1642 i 1678)
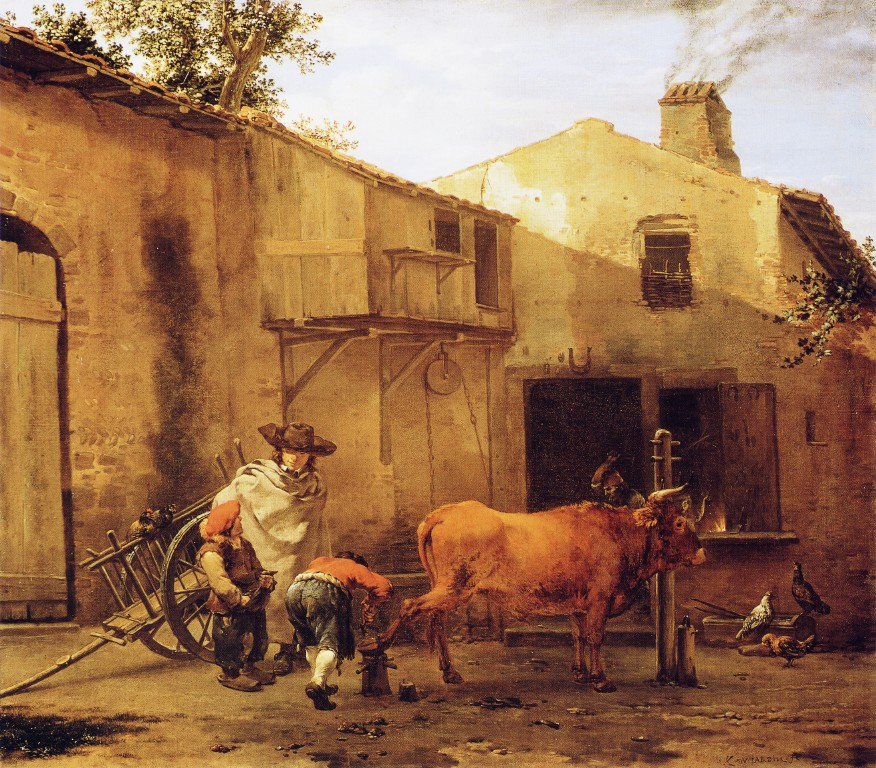
Un ferrador ferrant un bou (dècada del 1650)
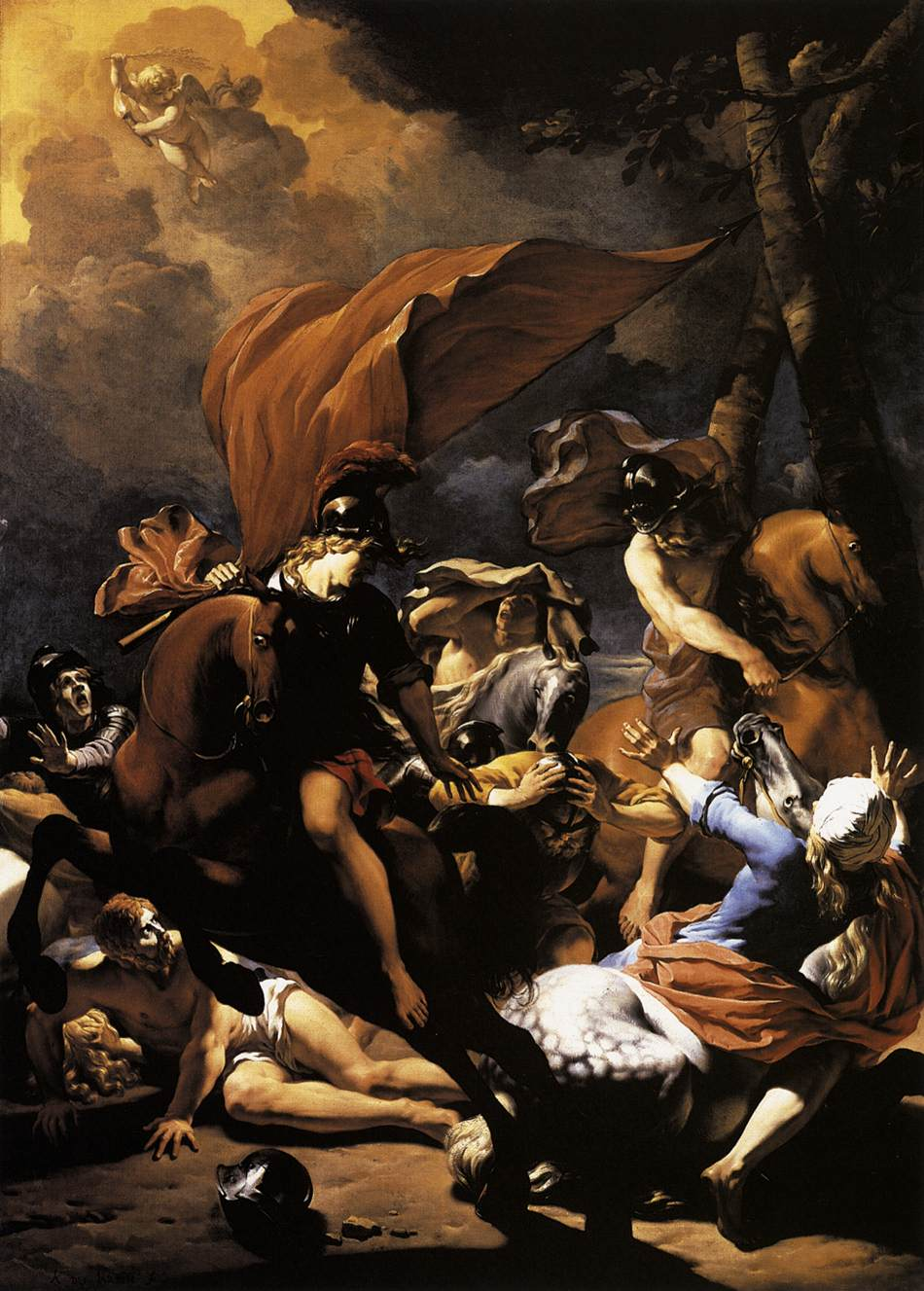
La conversió de Pau (1662)
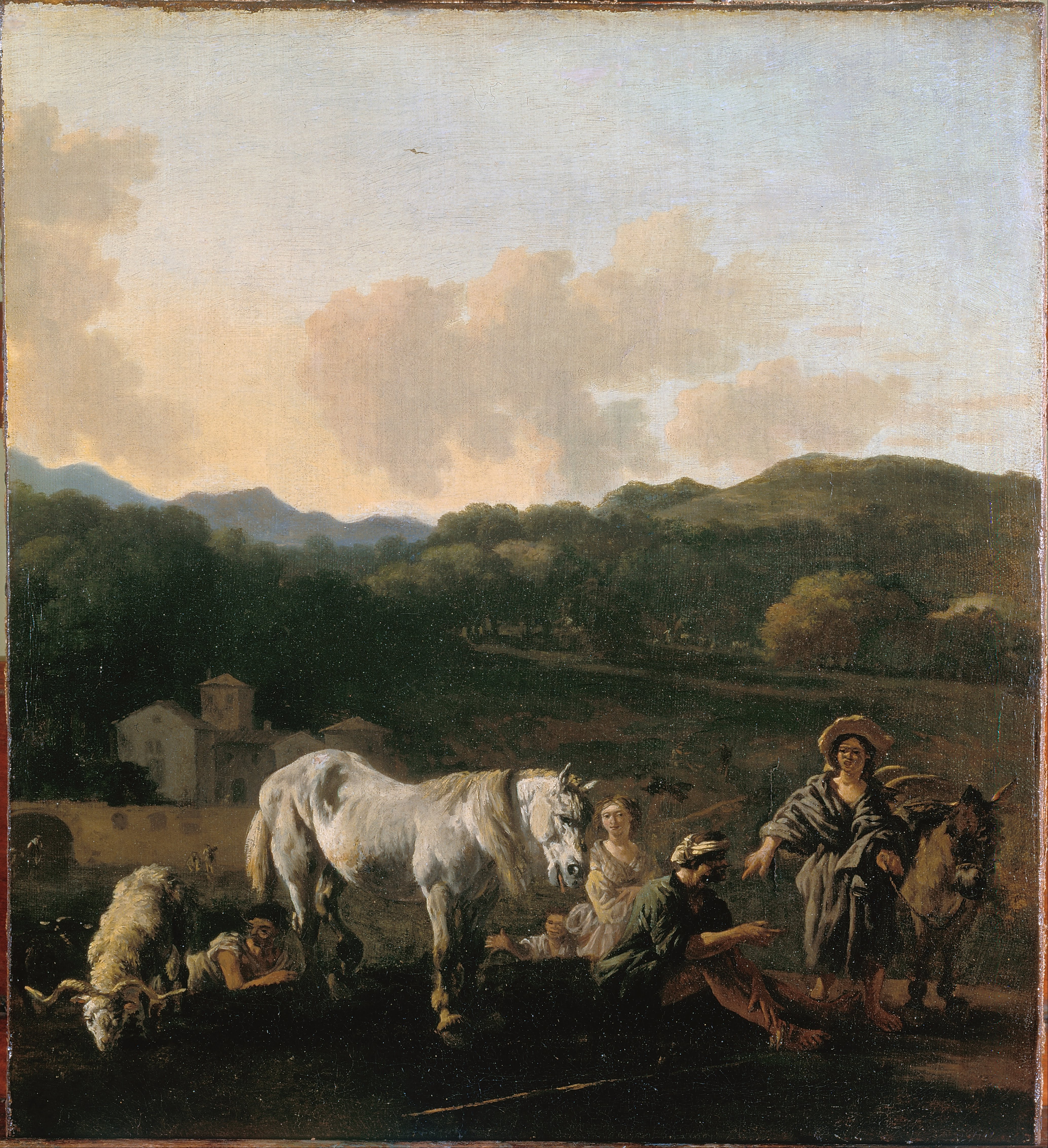
Camperols i un cavall blanc (abans del 1678)
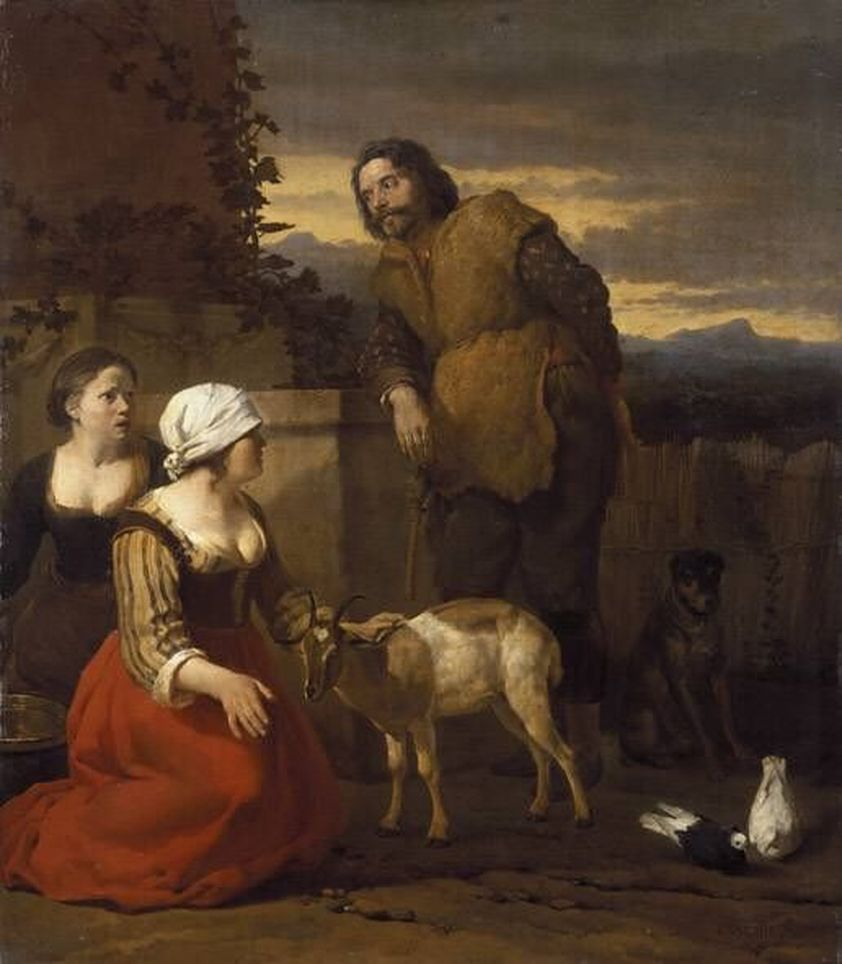
La cabra malalta
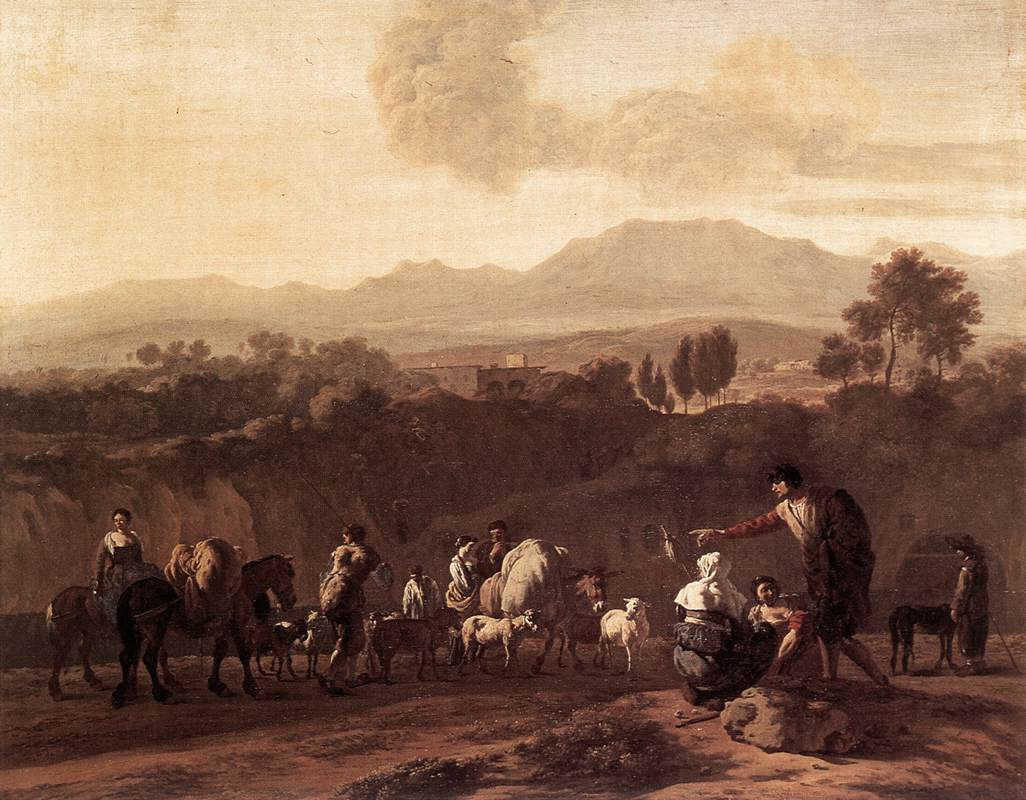
Paisatge rural romà (1675)
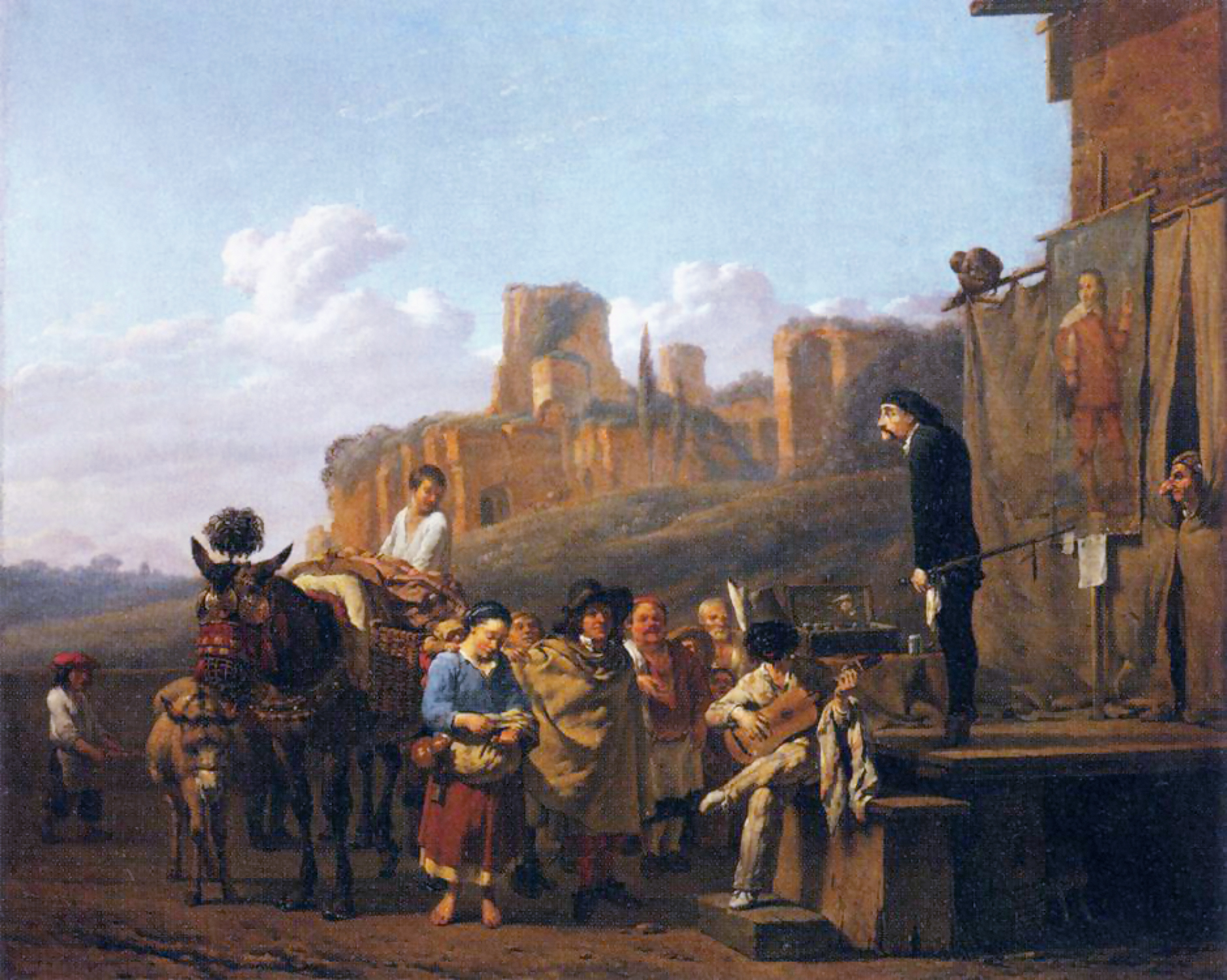
Els xarlatans italians (1657)
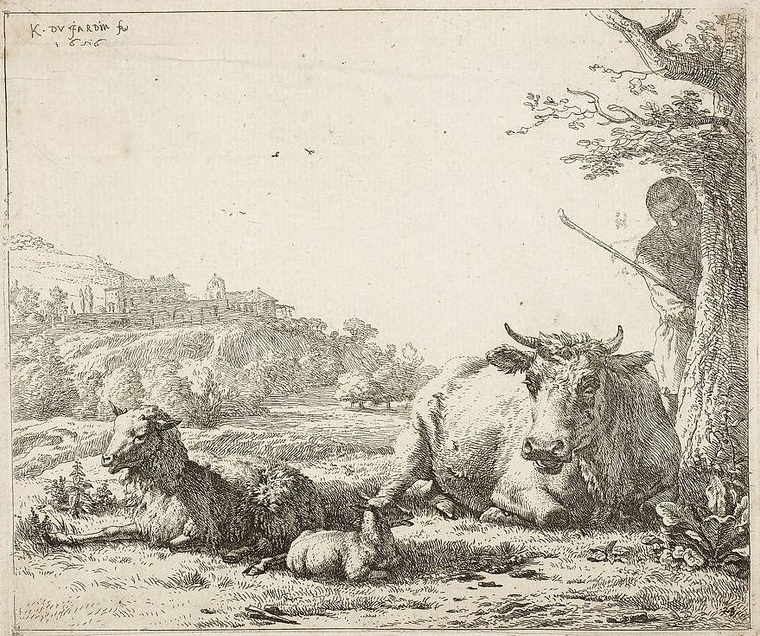
Pastor darrere d'un arbre (1656)
Van Huteren, governador de Batàvia (1674)
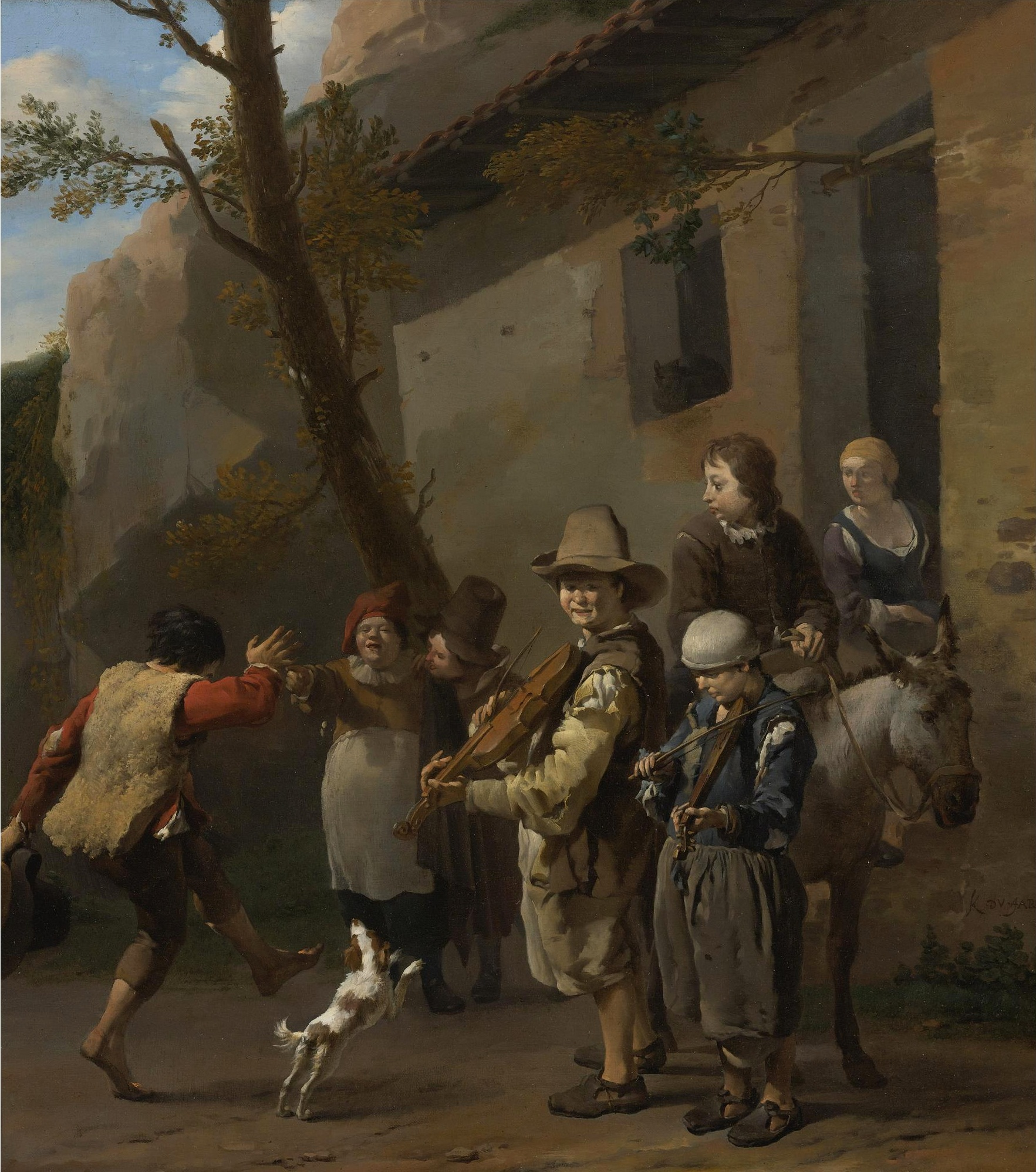
Músics ambulants
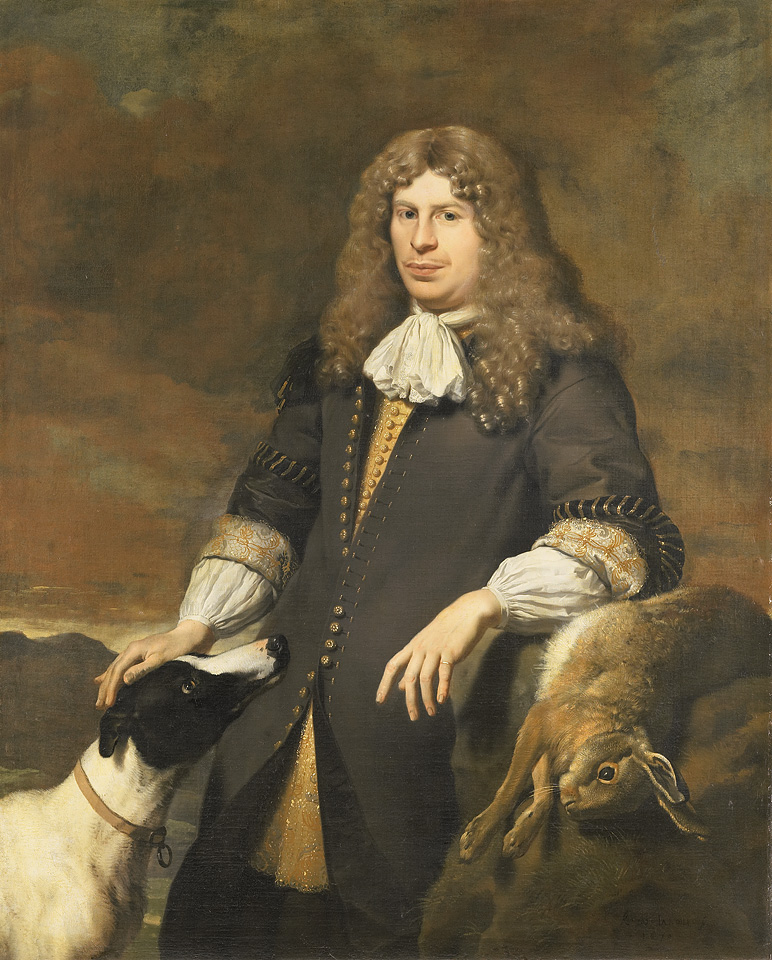
Retrat d'un home, possiblement de Jacob de Graeff (1670)